# 生产函数
生产函数（Production Function）是指企业在一定时期内，在生产的技术水平不变的（既定的技术条件）情况下，生产中所投入的生产要素的数量与其所能达到的最大产量（或者产出）之间的一一对应的关系。它可以用一个數學模型、图表或图形来表示。换句话说，就是一定技术条件下投入与产出之间的关系，在处理实际的经济问题时，生产函数不仅是表示投入与产出之间关系的对应，更是一种生产技术的制约。例如，在考虑成本最小化问题时，必须要考虑到技术制约，而这个制约正是由生产函数给出的。另外，在宏观经济学的增长理论中，在讨论技术进步的时候，生产函数得到了很大的讨论。

## 生产函数的表达方式
我们假定{\displaystyle (x_{1},x_{2},\cdots ,x_{n})=\mathbf {x} \in \mathbb {R} _{+}^{n}}表示企业的某个产品生产过程中所使用的{\displaystyle n}种生产要素的投入量，字母{\displaystyle Q}表示所能达到的最大产量，则生产函数可表示如下：
{\displaystyle Q=f(x_{1},x_{2},\cdots ,x_{n})}或者{\displaystyle Q=f(\mathbf {x} )}
另外，我们若以{\displaystyle L}表示劳动的投入量；选择{\displaystyle K}用来表示资本的投入量，则生产函数也可以表达为{\displaystyle Q=f(L,K)}

### 例子
在实际使用的生产函数中，科布·道格拉斯函数由于具有很多特性而受人欢迎，它的表现形式为，
{\displaystyle F(K,L)=K^{\alpha }L^{1-\alpha }}
其中{\displaystyle K}表示资本的投入量，{\displaystyle L}表示劳动的投入量。
生产函数表达的是投入与产出的关系，但有时候人们更关注单位投入下的产出量边际生产率。

## 生产函数的特点
- 生产函数反映的是在既定的生产技术条件下投入和产出之间的数量关系。如果技术条件改变，必然会产生新的生产函数。

- 生产函数反映的是某一特定要素投入组合在现有技术条件下能且只能产生的最大产出。